# Kapuran (Wonosari)
Kapuran is een bestuurslaag in het regentschap Bondowoso van de provincie Oost-Java, Indonesië. Kapuran telt 2720 inwoners (volkstelling 2010).